# Amfiktyón
Amfiktyón (starořecky Αμφικτυών, latinsky Amphictyon) je v řecké mytologii mladší syn Deukalióna a jeho manželky Pyrrhy, dcery Titana Epiméthea. Byl aténským králem.
Amfiktyón, mladší bratr Helléna, praotce Řeků, se stal nástupcem athénského krále Kranaa. Dle antického autora Pausania, přestože už byl Amfiktyón ženatý s dcerou krále Kranaa, který neměl mužského potomka, nepočkal na jeho smrt a sesadil jej z trůnu. I on sám byl však po letech sesazen Erichthoniem a jeho přívrženci.
Amfiktyón byl zakladatel delfské amfiktyónie, která vznikla při tamní Apolónově svatyni. Amfiktyónia byl spolek, který měl hlídat toto posvátné místo a i majetky poutníků, kteří tam přicházeli. Všechny spolky řeckých států, které později chránily okolí významných svatyň, odvozovaly pak své jméno od této amfiktyónie. Jejich zástupci se pravidelně scházeli, aby organizovali náboženské slavnosti, které byly spojeny se sportovními a uměleckými soutěžemi.